# Cristo Blanco
El Cristo Blanco es una estatua ubicada en la cima del cerro Pukamuqu a 5 kilómetros del centro histórico del Cusco. Debido a su ubicación en altura, es un mirador y, a la vez, desde se destaca dando la impresión de que "cuida" a la ciudad. Por su ubicación forma parte desde 1972 de la Zona Monumental del Cusco declarada como Monumento Histórico del Perú. Asimismo, desde 1983 forma parte de la zona central declarada por la UNESCO como Patrimonio Cultural de la Humanidad.
El monumento de 8 metros de altura y fabricado con granito revestido en mármol y yeso muestra a Jesucristo con los brazos abiertos hacia la ciudad y fue erigido en 1945 como un regalo a la ciudad de la excolonia Árabe Palestina Cristiana residente en el Cusco.